# ريتشارد إي. مورغان
ريتشارد إي. مورغان (بالإنجليزية: Richard E. Morgan)‏ هو أكاديمي أمريكي، ولد في 17 مايو 1937 في فيليبسبورغ سنتر مقاطعة في الولايات المتحدة، وتوفي في 13 نوفمبر 2014 في هاربسويل في الولايات المتحدة.